# Liste der Biografien/Pfa
Liste der Biografien |
Portal Biografien |
Personensuche
# |
A |
B |
C |
D |
E |
F |
G |
H |
I |
J |
K |
L |
M |
N |
O |
P |
Q |
R |
S |
T |
U |
V |
W |
X |
Y |
Z |
?
 
Pa |
Pc |
Pe |
Pf |
Ph |
Pi |
Pj |
Pk |
Pl |
Pm |
Pn |
Po |
Pr |
Ps |
Pt |
Pu |
Pv |
Pw |
Py
 
Pfa |
Pfe |
Pfi |
Pfl |
Pfn |
Pfo |
Pfr |
Pfu |
Pfy
Die Liste der Biografien führt alle Personen auf, die in der deutschsprachigen Wikipedia einen Artikel haben. Dieses ist eine Teilliste mit 378 Einträgen von Personen, deren Namen mit den Buchstaben „Pfa“ beginnt.

## Pfa

### Pfab
- Pfab, Jörn (1925–1986), deutscher Bildhauer
- Pfab, Rupert (* 1964), deutscher Kunsthistoriker und Ausstellungskurator
- Pfabe, Denis (* 1986), deutscher Schriftsteller und bildender Künstler
- Pfabigan, Alfred (* 1947), österreichischer Sozialphilosoph und Literaturkritiker

### Pfad
- Pfad, Bernhard (1885–1966), deutscher Jurist und Politiker (CDU), MdL
- Pfad, Michael (* 1963), deutscher Journalist und Sportmanager
- Pfadenhauer, Jörg S. (* 1945), deutscher Vegetationsökologe
- Pfadenhauer, Michaela (* 1968), deutsche Soziologin und Universitätsprofessorin an der Universität Wien

### Pfae
- Pfaehler von Othegraven, Reinhard (* 1875), deutscher Landschaftsmaler, Grafiker und Illustrator
- Pfaender, Martin (* 1956), deutscher Comiczeichner und Illustrator
- Pfaender, Michael (* 1964), deutscher Cellist
- Pfaendtner, Jeffrey (* 1967), US-amerikanischer Ruderer

### Pfaf
- Pfaff, Adam (1820–1886), deutsch-schweizerischer Historiker, Journalist, Gymnasiallehrer und Publizist
- Pfaff, Alfred (1872–1954), deutscher Manager und Politiker (NSDAP), MdR
- Pfaff, Alfred (1926–2008), deutscher Fußballspieler und Fußballweltmeister 1954
- Pfaff, Carl (1931–2017), Schweizer Historiker
- Pfaff, Carol Wollman (* 1944), US-amerikanische Linguistin
- Pfaff, Christian (1770–1845), deutscher Handelsmann und Bürgermeister von Aschaffenburg
- Pfaff, Christian (* 1968), deutscher Schauspieler
- Pfaff, Christoph Heinrich (1773–1852), deutscher Hochschullehrer für Physik und Chemie; Rektor der Universität Kiel
- Pfaff, Christoph Matthäus (1686–1760), deutscher evangelischer Theologe
- Pfaff, Dan, US-amerikanischer Leichtathletiktrainer
- Pfaff, Dieter (1947–2013), deutscher Schauspieler und RegisseurDieter Pfaff (1947–2013)

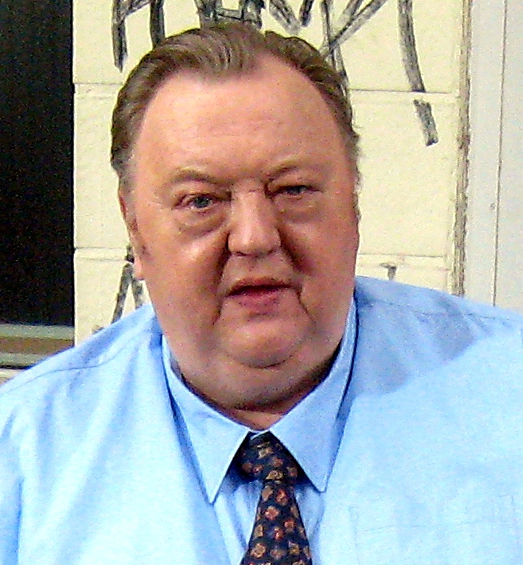
Dieter Pfaff (1947–2013)

- Pfaff, Erich (1930–2011), rumänischer Schulleiter und Politiker
- Pfaff, Eva (* 1948), deutsche Filmproduzentin
- Pfaff, Eva (* 1961), deutsche Tennisspielerin
- Pfaff, Florian (* 1957), deutscher Militär, Stabsoffizier der Bundeswehr
- Pfaff, Franz (1860–1926), deutscher Chemiker und Pharmakologe; Hochschullehrer und praktischer Arzt in Boston
- Pfaff, Fridolin (* 1543), schweizerischer Tischler
- Pfaff, Fridrich (1855–1917), deutscher Historiker, Germanist und Hochschulbibliothekar
- Pfaff, Friedrich (1825–1886), deutscher Mineraloge und Hochschullehrer
- Pfaff, Georg (1853–1917), deutscher Nähmaschinenfabrikant
- Pfaff, Georg Hermann (1802–1857), deutscher Finanzrat und Mitglied der kurhessischen Ständeversammlung
- Pfaff, Georg Michael (1823–1893), deutscher Blechblasinstrumentenbauer, Nähmaschinenfabrikant und PolitikerGeorg Michael Pfaff (1823–1893)

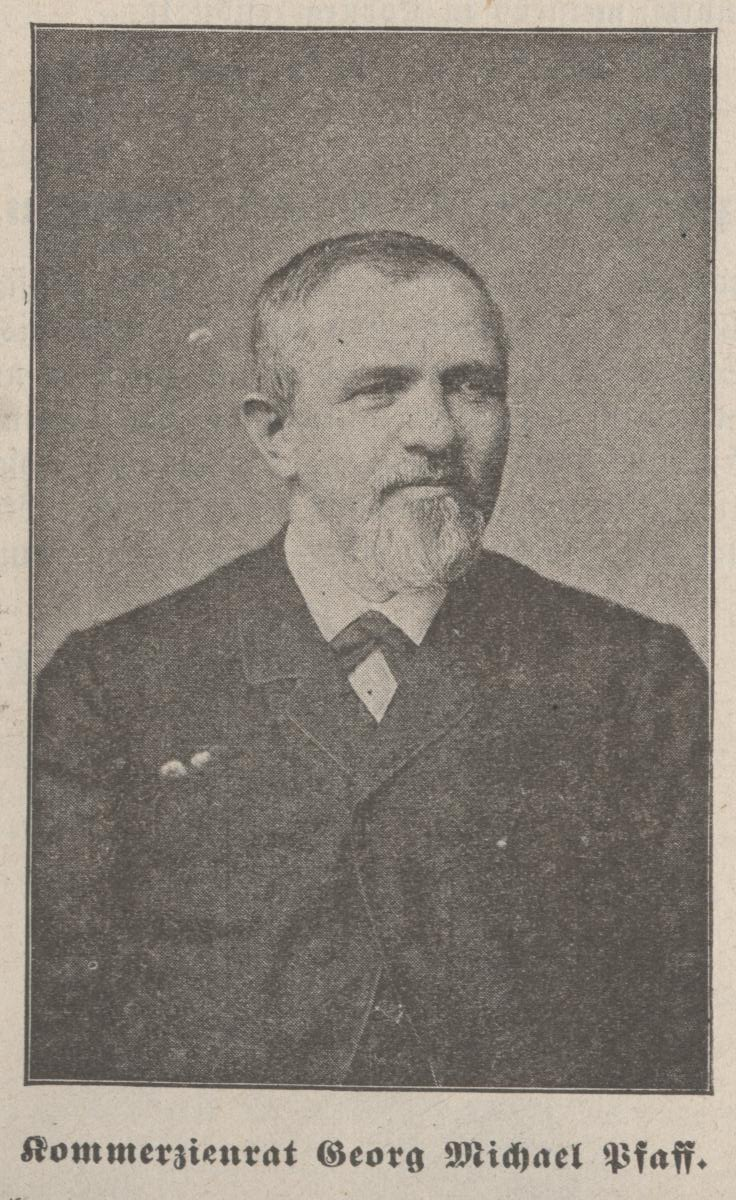
Georg Michael Pfaff (1823–1893)

- Pfaff, George (1811–1882), Bürgermeister und Abgeordneter
- Pfaff, Gerhard (* 1953), deutscher Chemiker und Hochschullehrer (anorganische Festkörperchemie)
- Pfaff, Günther (1939–2020), österreichischer Kanute
- Pfaff, Hans (1896–1971), Schweizer Pfarrer und Autor
- Pfaff, Hans Ulrich Vitalis (1824–1872), deutscher Mathematiker und Professor an der Universität Erlangen
- Pfaff, Hans-Joachim (1941–2023), deutscher Ministerialbeamter
- Pfaff, Heinrich (1794–1845), deutscher Stadtschultheiß und Politiker
- Pfaff, Heinrich Ludwig (1765–1794), deutscher evangelischer Theologe, Prediger und Lehrer
- Pfaff, Hermann von (1846–1933), bayerischer Jurist und Minister
- Pfaff, Hildegard (* 1952), deutsche Politikerin (SPD), MdL
- Pfaff, Holger (* 1956), deutscher Soziologe
- Pfaff, Ivan (1925–2014), deutsch-tschechischer Historiker
- Pfaff, Ivo (1864–1925), österreichischer Rechtshistoriker
- Pfaff, Jean (* 1945), Schweizer Bildender Künstler und Autor
- Pfaff, Jean-Marie (* 1953), belgischer FußballspielerJean-Marie Pfaff (* 1953)

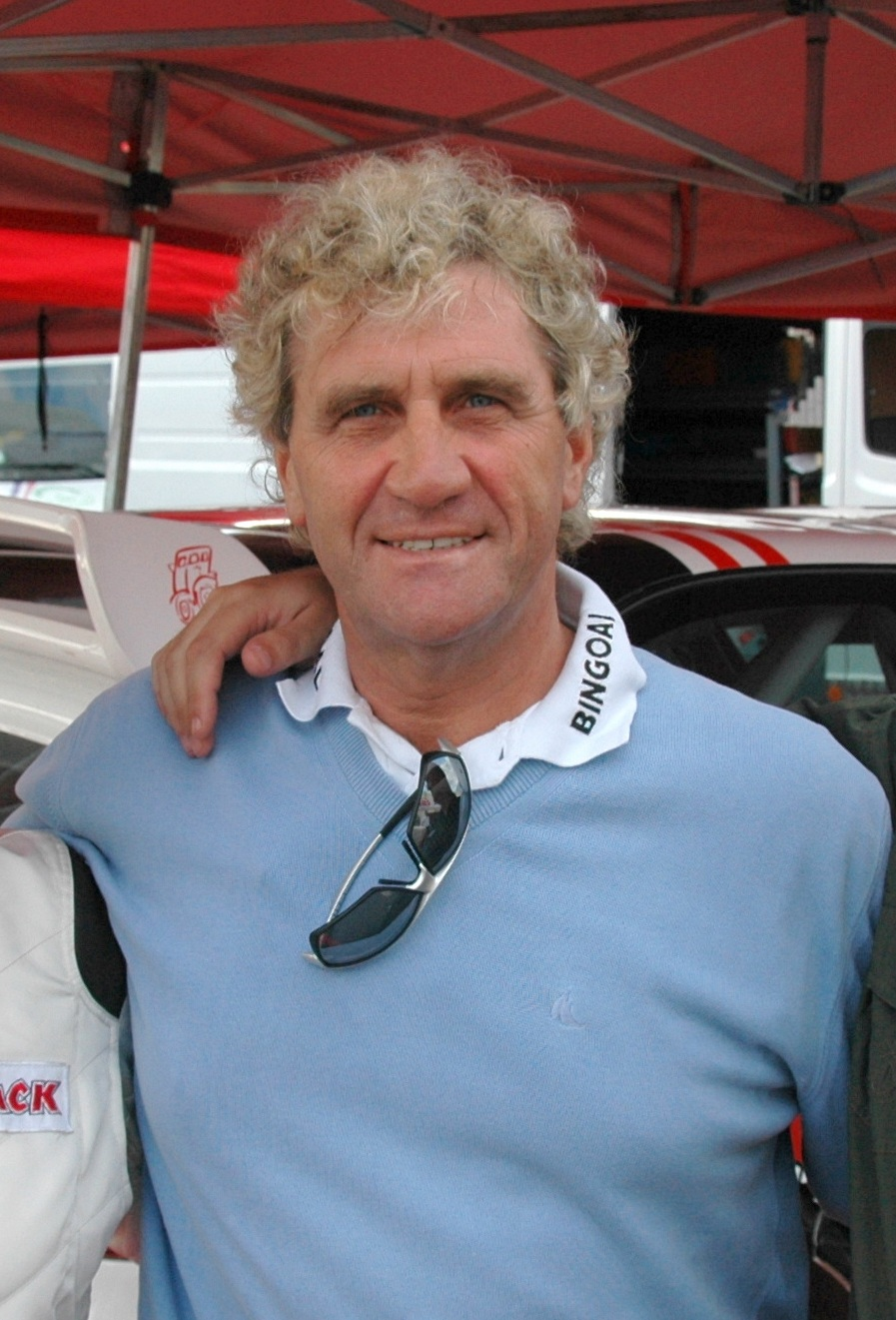
Jean-Marie Pfaff (* 1953)

- Pfaff, Johann Christoph (1651–1720), lutherischer Theologe und Dekan der Universität Tübingen
- Pfaff, Johann Friedrich (1765–1825), deutscher Mathematiker
- Pfaff, Johann Leonhard (1775–1848), deutscher Geistlicher, Bischof von Fulda
- Pfaff, Johann Sebastian Barnabas († 1794), deutscher Bildhauer
- Pfaff, Johann Wilhelm Andreas (1774–1835), deutscher Mathematiker, Physiker und Astronom
- Pfaff, Johanna (* 1979), deutsche Filmregisseurin
- Pfaff, Justus Friedrich (1822–1856), Gutsbesitzer und kurhessischer Abgeordneter
- Pfaff, Karl (1795–1866), deutscher Pädagoge, Historiker und Sängervater
- Pfaff, Karl (1888–1952), deutscher Maschinenbau-Unternehmer
- Pfaff, Karlheinz (1926–2015), deutscher Politiker (SPD), Bürgermeister von Oberursel (Taunus)
- Pfaff, Konrad (1922–2012), deutscher Soziologe und Autor
- Pfaff, Kristen (1967–1994), US-amerikanische Bassistin
- Pfaff, Leopold (1837–1914), österreichischer Zivilrechtler
- Pfaff, Lina (1854–1929), deutsche Unternehmerin und Wohltäterin
- Pfaff, Lislott (1931–2017), Schweizer Journalistin, Schriftstellerin, Übersetzerin und Fremdsprachenkorrespondentin
- Pfaff, Luca (* 1944), Schweizer Dirigent
- Pfaff, Luk (* 1981), deutscher Schauspieler
- Pfaff, Margarethe (1863–1946), deutsche Kunstgewerblerin, Malerin und Grafikerin
- Pfaff, Markus (* 1966), deutscher Elektro- und Informationstechniker, Hochschullehrer und Unternehmer
- Pfaff, Martin (* 1939), deutscher Politiker (SPD), MdB und Hochschullehrer
- Pfaff, Martina, deutsche Regisseurin
- Pfaff, Maximilian (* 1979), deutscher Schauspieler
- Pfaff, Michael (* 1988), deutscher Eishockeyspieler
- Pfaff, Nicolle (* 1976), deutsche Pädagogin
- Pfaff, Nikolaus (1892–1951), deutscher Lehrer und Politiker (KPD), MdR
- Pfaff, Petra (* 1960), deutsche Leichtathletin
- Pfaff, Philipp († 1766), Hofzahnarzt Friedrichs des Großen und Vordenker der Zahnmedizin
- Pfaff, Siegfried (1931–2018), deutscher Hörspielautor und Dramaturg
- Pfaff, Victor (* 1941), deutscher Rechtsanwalt, Mitbegründer des Vereins Pro Asyl
- Pfaff, Wilhelm (1859–1933), österreichischer Botaniker
- Pfaff, Wilhelm von (1840–1919), württembergischer General der Infanterie
- Pfaff, William (1928–2015), amerikanischer Journalist und Publizist
- Pfaff-Czarnecka, Joanna (* 1956), Schweizer Sozialanthropologin
- Pfaff-Greiffenhagen, Bodo (* 1962), deutscher Politiker (CDU), MdL (Hessen)
- Pfaffe Konrad, Autor in mittelhochdeutscher Sprache, Dichter des Rolandsliedes
- Pfaffe Lamprecht, mittelalterlicher Dichter
- Pfaffen, Eva-Maria (* 1963), Schweizer Künstlerin
- Pfaffenbach, Bernd (* 1946), deutscher Beamter
- Pfaffenbach, Boris (* 1962), deutscher Mediziner und Hochschullehrer
- Pfaffenbach, Friedrich (1921–2008), deutscher NDPD-Funktionär, MdV
- Pfaffenbach, Kai Oliver (* 1970), deutscher Fotojournalist
- Pfaffenberg, Kurt (1888–1971), deutscher Lehrer und Palynologe
- Pfaffenberg, Rudolf (1905–1982), deutscher Mediziner und Hochschullehrer
- Pfaffenberger, Brigitte (1937–2019), deutsche Künstlerin
- Pfaffenberger, Hans (1922–2012), deutscher Psychologe und Sozialarbeitswissenschaftler
- Pfaffenbichler, Gerhard (* 1961), österreichischer Skirennläufer
- Pfaffenbichler, Heidelinde (* 1972), österreichische Schauspielerin
- Pfaffenbichler, Hubert (1942–2008), österreichischer Maler und Bildhauer
- Pfaffenbichler, Matthias (* 1960), österreichischer Kunsthistoriker und Waffenkundler
- Pfaffenbichler, Norbert (* 1967), österreichischer Künstler
- Pfaffenbichler, Paul (1925–2003), österreichischer Architekt
- Pfaffengut, Daniel (* 1996), deutscher Eishockeyspieler
- Pfaffenhausen, Martin von (1687–1746), Kapuzinerpater
- Pfaffenhofen, Franz Simon von (1797–1872), Kammerherr und Numismatiker
- Pfaffenzeller, Bernhard (1883–1950), deutscher Politiker
- Pfaffenzeller, Bonifatius (1677–1727), deutscher Geistlicher und Sachbuchautor
- Pfaffenzeller, Wilhelm (1888–1986), deutscher Politiker (Deutsch-Völkische-Freiheitsbewegung)
- Pfaffernoschke, Andreas (* 1962), deutscher Diplomat
- Pfafferott, Christa (* 1982), deutsche Journalistin und Dokumentarfilmregisseurin
- Pfafferott, Hugo (1831–1888), deutscher Richter und Zentrumspolitiker, MdR
- Pfäffinger, Caspar I. († 1455), bayrischer Adliger
- Pfäffinger, Degenhart (1471–1519), deutscher Adliger
- Pfaffinger, Ferdinand (* 1946), deutscher Kommunalpolitiker (UWG)
- Pfäffinger, Gentiflor († 1503), Erbmarschall von Niederbayern
- Pfaffinger, Hanns, Mitglied des Geschlechts der Pfaffinger
- Pfaffinger, Josef Anton (1684–1758), österreichischer Bildhauer
- Pfäffinger, Maria (* 1463), Benediktinerin und Äbtissin am Kloster Frauenchiemsee (1494–1528)
- Pfaffinger, Maximilian (* 1988), deutscher Fußballspieler
- Pfaffinger, Michaela (1863–1898), österreichische Malerin
- Pfäffinger, Rosa (1866–1949), österreichische Malerin
- Pfaffinger, Rudolf (1859–1905), österreichischer Politiker
- Pfäfflin, Friedemann (* 1945), deutscher Psychiater, Sexualwissenschaftler, Psychotherapeut und Hochschullehrer
- Pfäfflin, Friedrich (1873–1955), deutscher Autor einer deutschsprachigen Bibelübersetzung
- Pfäfflin, Friedrich (* 1935), deutscher Literaturwissenschaftler und Herausgeber
- Pfäfflin, Georg (1908–1972), deutscher evangelischer Dekan und Pfarrer
- Pfäfflin, Margarete (* 1950), deutsche Psychologin und Ethikerin
- Pfäfflin, Vincent (* 1981), deutscher Stand-up-Komiker
- Pfafflmeyer, Norbert (* 1959), österreichischer Dirigent
- Pfaffmann, Hans-Ulrich (* 1956), deutscher Politiker (SPD), MdL
- Pfaffrad, Caspar (1562–1622), deutscher lutherischer Theologe und Hochschullehrer

### Pfah
- Pfahl, Adrian (* 1982), deutscher HandballspielerAdrian Pfahl (* 1982)

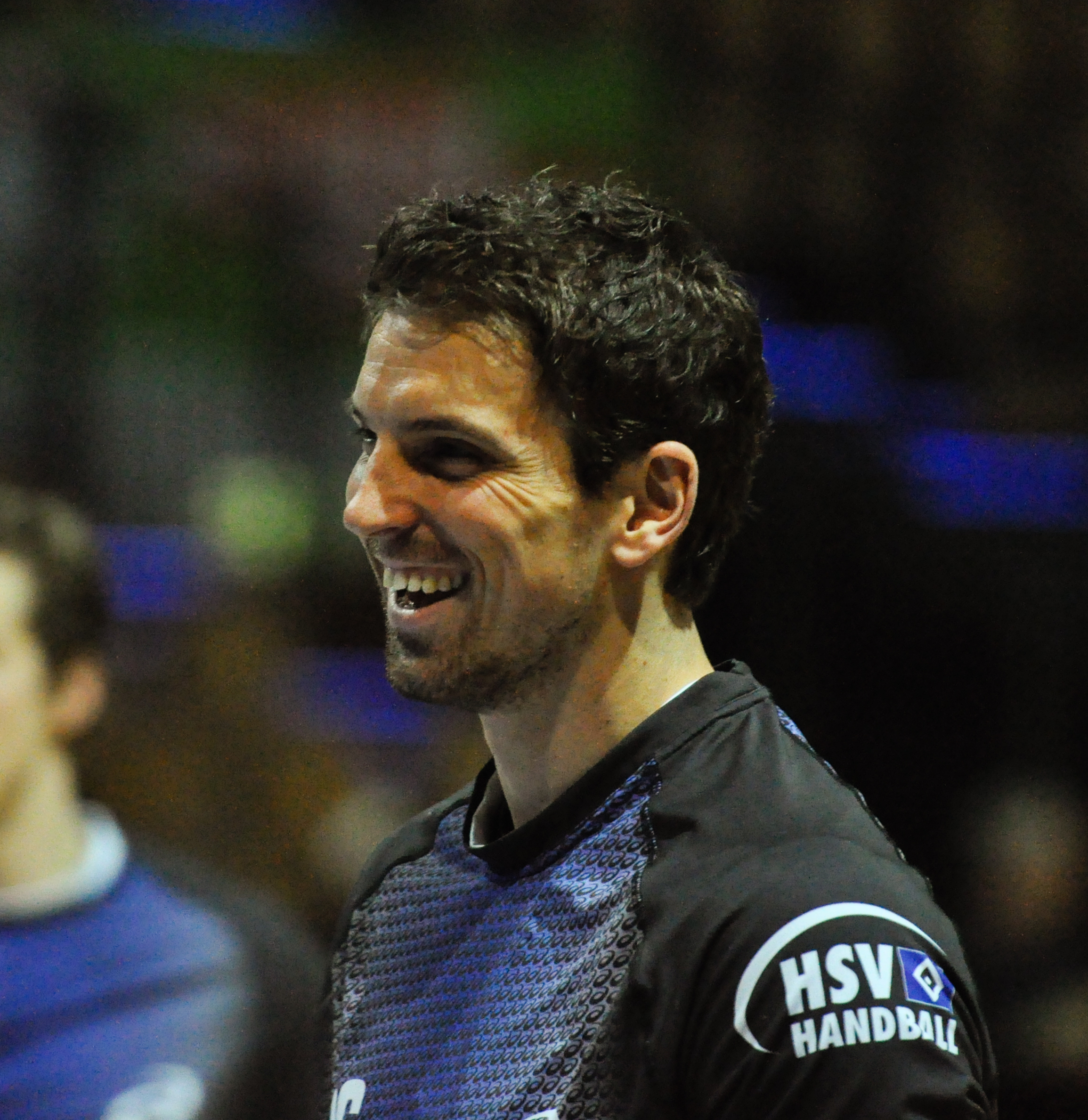
Adrian Pfahl (* 1982)

- Pfahl, Berengar (1946–2015), deutscher Regisseur und Fernsehproduzent
- Pfahl, Carl Rudolf (1822–1901), deutscher Verwaltungsjurist
- Pfahl, Charles (1946–2013), US-amerikanischer Maler
- Pfahl, Ingolf (* 1958), deutscher Fußballspieler
- Pfahl, Jens (* 1960), deutscher Fußballspieler
- Pfahl, Jirka (* 1976), deutscher Medienkünstler
- Pfahl, John (1939–2020), US-amerikanischer Fotograf
- Pfahl, Lothar (* 1948), deutscher Fußballspieler
- Pfahl, Stefan F. (* 1966), deutscher Provinzialrömischer Archäologe, Althistoriker und Numismatiker
- Pfahl, Wolfgang (1947–2021), deutscher Politiker (CDU), MdBB
- Pfahl-Traughber, Armin (* 1963), deutscher Politikwissenschaftler und SoziologeArmin Pfahl-Traughber (* 1963)

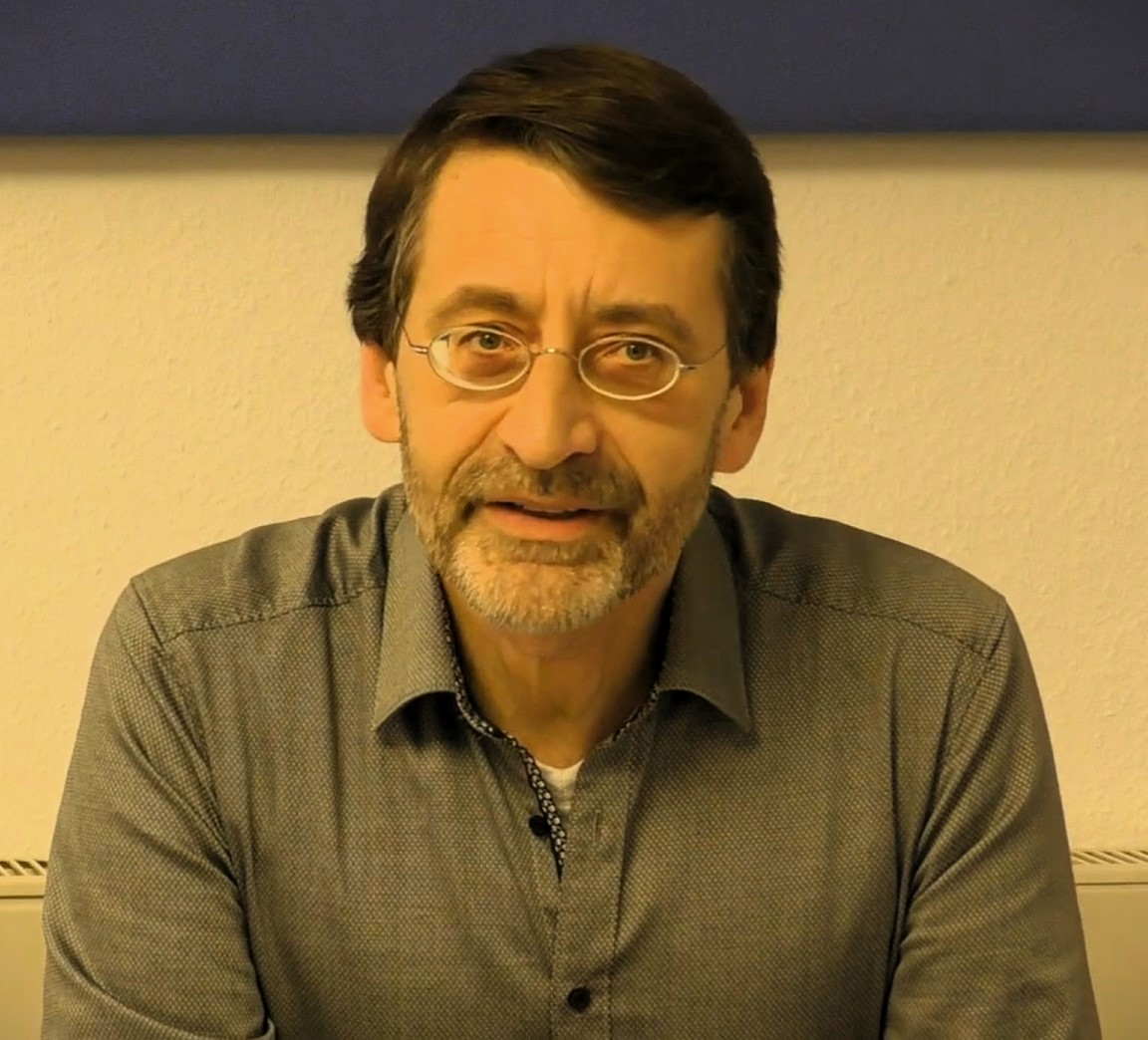
Armin Pfahl-Traughber (* 1963)

- Pfahler, Anton (* 1946), deutscher Rechtsextremist
- Pfahler, Georg (1817–1889), deutscher katholischer Priester und Abgeordneter
- Pfahler, Georg Karl (1926–2002), deutscher Maler, Künstler und Hochschullehrer
- Pfahler, Gerhard (1897–1976), deutscher Psychologe und Erziehungswissenschaftler
- Pfähler, Gustav (1821–1894), deutscher Bergingenieur und Reichstagsabgeordneter
- Pfahler, Jakob (1568–1637), deutscher Münzmeister
- Pfahler, Joseph Conrad (1826–1887), deutscher katholischer Geistlicher und Politiker (Zentrum), MdR1
- Pfahler, Kembra (* 1961), US-amerikanische Underground-Künstlerin
- Pfähler, Louise († 1899), deutsche Stifterin
- Pfahler, Michael (* 1965), deutscher Fußballspieler
- Pfähler, Rudolf (1831–1880), deutscher Fotograf
- Pfähler, Wilhelm (* 1947), deutscher Volkswirt und Hochschullehrer i. R. (Universität Hamburg)
- Pfahls, Ludwig-Holger (* 1942), deutscher Jurist und Politiker (CSU)

### Pfal
- Pfaler, Ulrika von (* 1968), finnische Badmintonspielerin
- Pfaller, Anton (* 2002), österreichischer Fußballspieler
- Pfaller, Jakob (* 1876), deutscher Architekt
- Pfaller, Josef (1908–1968), österreichischer Politiker (SPÖ), Mitglied des Bundesrates
- Pfaller, Max (* 1937), deutscher Maler
- Pfaller, Robert (* 1962), österreichischer Philosoph und HochschullehrerRobert Pfaller (* 1962)

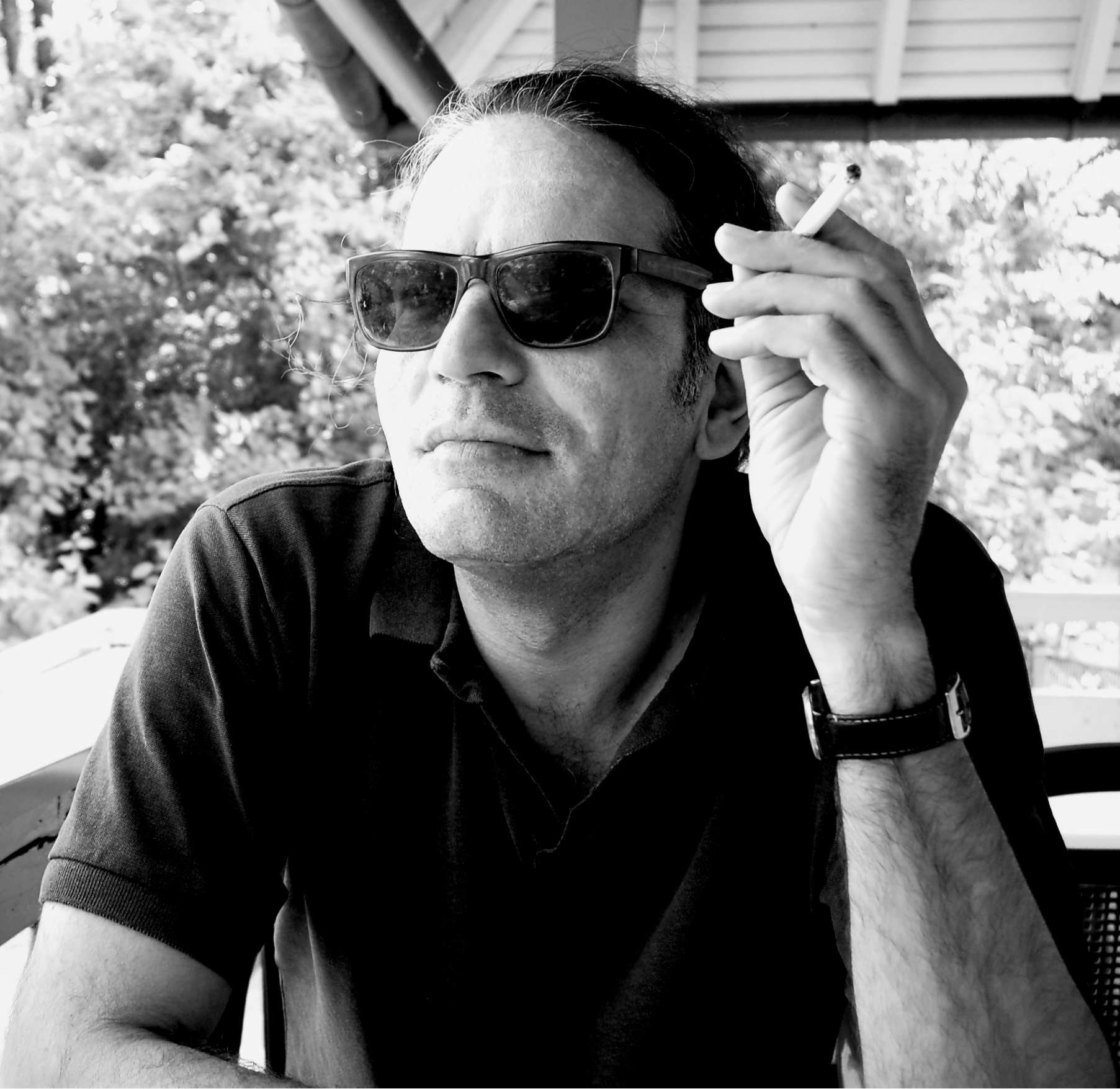
Robert Pfaller (* 1962)

- Pfaller-Frank, Karin (* 1958), österreichische Logopädin und Präsidentin des österreichischen Berufsverbandes logopädieaustria
- Pfaltz, Andreas (* 1948), Schweizer Chemiker
- Pfaltz, August (1859–1917), deutscher Maler
- Pfaltz, Frédéric (1789–1841), Landtagsabgeordneter Großherzogtum Hessen
- Pfältzer, Ludwig (1911–1942), deutscher Kriegsdienstverweigerer und NS-Opfer
- Pfaltzgraff, Robert L. (1934–2023), US-amerikanischer Politikwissenschaftler
- Pfalz, Anton (1885–1958), österreichischer Sprachwissenschaftler
- Pfalz, Mechthild von der (1419–1482), deutsche AdligeMechthild von der Pfalz (1419–1482)

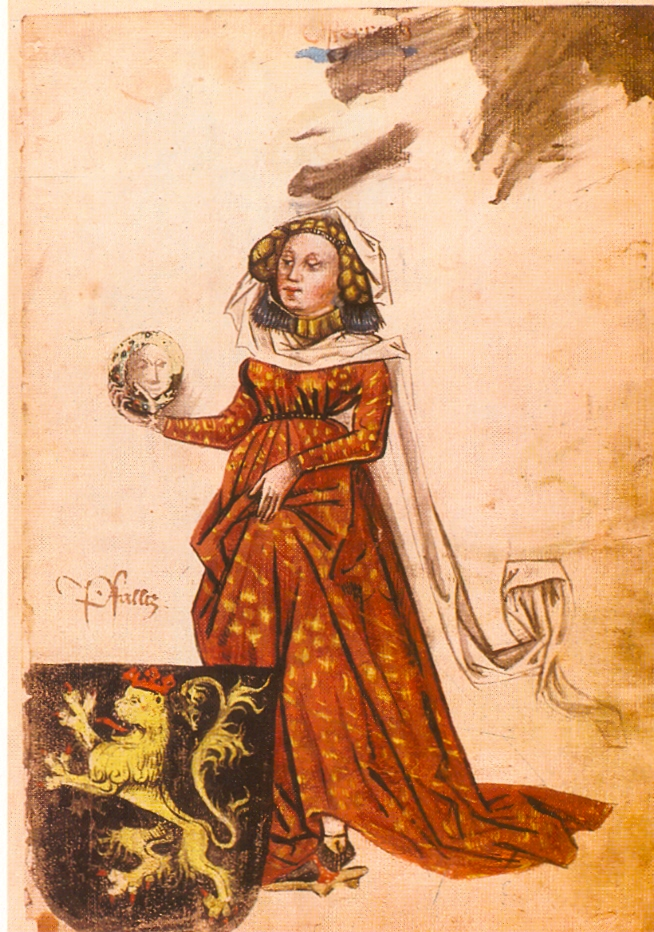
Mechthild von der Pfalz (1419–1482)

- Pfalz, Reinhard (1930–2014), deutscher Arzt für Hals-Nasen-Ohren-Heilkunde und Hochschullehrer
- Pfalz, Severin (* 1796), böhmischer Maler der Romantik
- Pfalz-Simmern, Elisabeth Marie Charlotte von (1638–1664), Pfalzgräfin von Simmern und durch Heirat Herzogin von Brieg
- Pfalz-Sulzbach, Ernestine Theodora von (1697–1775), Priorin des Karmelitinnenklosters in Neuburg
- Pfalz-Zweibrücken, Charlotte Friederike (1653–1712), Pfalzgräfin und Administratorin von Zweibrücken
- Pfälzer, Moritz (1869–1936), deutscher Rechtsanwalt und Kommunalpolitiker
- Pfalzgraf, Erich (1879–1937), deutscher evangelischer Theologe und Prediger
- Pfalzgraf, Falco (* 1968), deutscher Linguist und Hochschullehrer
- Pfalzgraf, Hannah (* 1997), Schweizer Politiker (SP)
- Pfalzgraf, Maurus (* 1999), Schweizer Politiker (Grüne)
- Pfalzgraf, Michael (1867–1942), deutscher Gewerkschafter und Lokalpolitiker
- Pfalzgraf, Walter (1883–1967), deutscher Förster und höherer Verwaltungsbeamter
- Pfälzner, Peter (* 1960), deutscher Vorderasiatischer Archäologe
- Pfalzner, Susanne (* 1963), deutsche Physikerin

### Pfam
- Pfammatter, Ferdinand (1916–2003), Schweizer Architekt
- Pfammatter, Hans-Peter (* 1974), Schweizer Jazzpianist und Komponist
- Pfammatter, Josef (1926–2007), deutscher römisch-katholischer Theologe, Exeget
- Pfammatter, Karin (* 1962), Schweizer Schauspielerin und HörspielsprecherinKarin Pfammatter (* 1962)

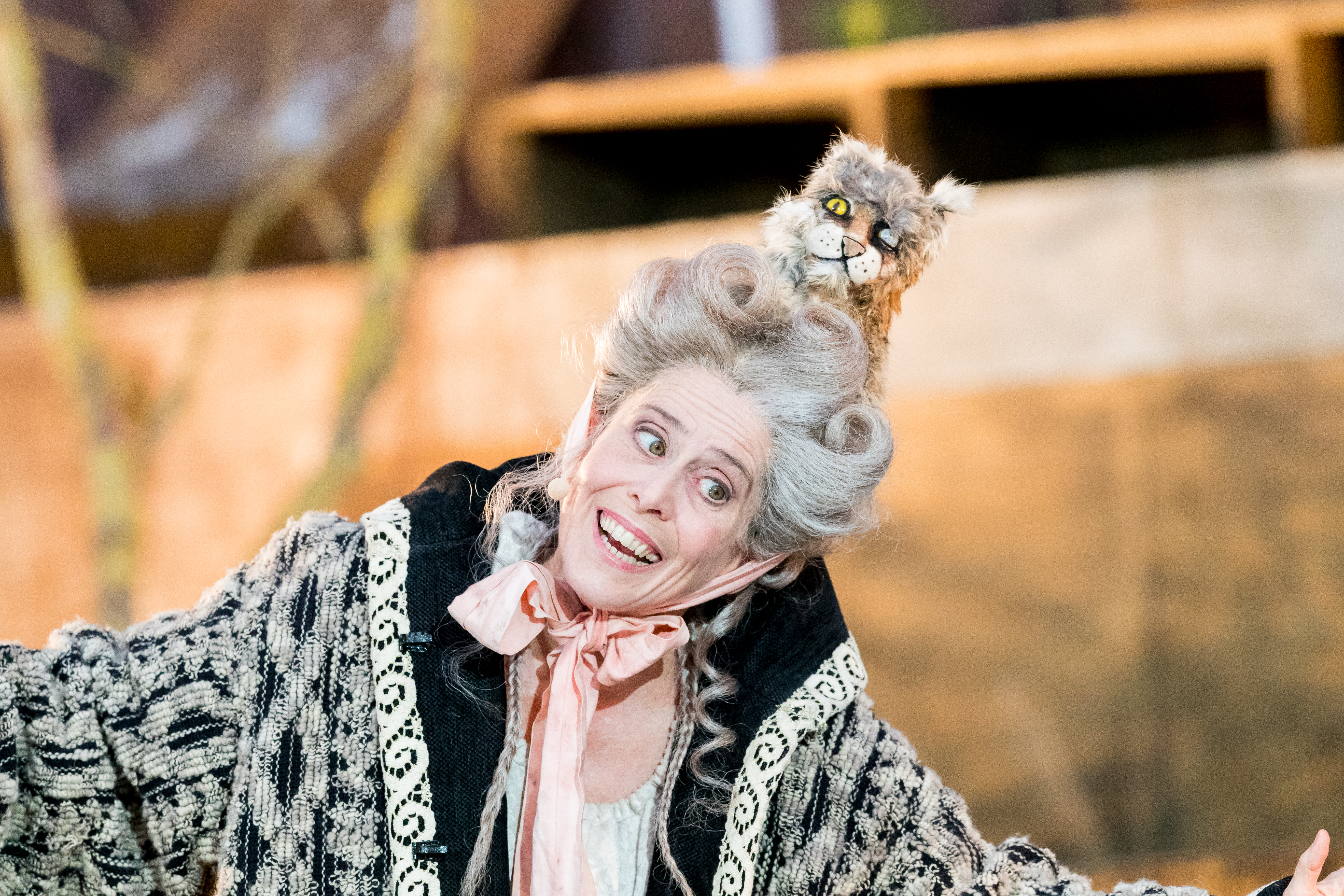
Karin Pfammatter (* 1962)

- Pfammatter, Kurt (1941–2022), Schweizer Eishockeyspieler
- Pfammatter, Norbert (* 1959), Schweizer Jazzmusiker

### Pfan
- Pfander, Albert (1912–1988), deutscher Weingärtner und Rebschutzwart
- Pfänder, Alexander (1870–1941), deutscher Philosoph und Autor
- Pfänder, Alfred (1920–1941), deutscher Fußballspieler
- Pfänder, August (1891–1971), deutscher Kommunalpolitiker
- Pfänder, Carl Heinrich (1819–1876), deutscher Revolutionär, der zum Umfeld von Karl Marx und Friedrich Engels in London zählte
- Pfänder, Clara (1827–1882), deutsche Ordensgründerin und -oberin der Franziskanerinnen Salzkotten
- Pfänder, Erwin (* 1937), deutscher Politiker (SPD), MdL
- Pfander, Friedrich (* 1908), deutscher Audiologe und Hochschullehrer
- Pfander, Gertrud (1874–1898), Schweizer Schriftstellerin
- Pfänder, Jens (* 1959), deutscher Handballtrainer und -funktionär
- Pfänder, Karl Albert (1906–1990), deutscher Künstler
- Pfander, Karl Gottlieb (1803–1865), deutscher protestantischer Missionar
- Pfänder, Max (1900–1969), deutscher und Schweizer Bildhauer und Zeichner
- Pfänder, Stefan (* 1969), deutscher Romanist
- Pfänder, Theresia (1928–2013), deutsche Unternehmerin und Kommunalpolitikerin (CDU)
- Pfänder, Wilhelm (1826–1905), deutsch-US-amerikanischer Politiker und Turnvater
- Pfandl, Ludwig (1881–1942), deutscher Schriftsteller, Romanist, Hispanist und Historiker
- Pfändler, Christoph (* 1992), Schweizer Hackbrettspieler und Dozent für Hackbrett
- Pfändler, Marcel (1927–2021), Schweizer Schriftsteller und Verleger
- Pfändler, Otto (1890–1978), Schweizer Politiker
- Pfändler, Peter (* 1961), Schweizer Kabarettist und Moderator
- Pfändler, Sandra (* 1972), Schweizer Autorin
- Pfändler, Werner (* 1946), Schweizer Fotograf, Journalist und Künstler
- Pfandler-Pöcksteiner, Markus (* 1979), österreichischer Komponist und Chorleiter
- Pfandt, Holger (* 1963), deutscher SportkommentatorHolger Pfandt (* 1963)

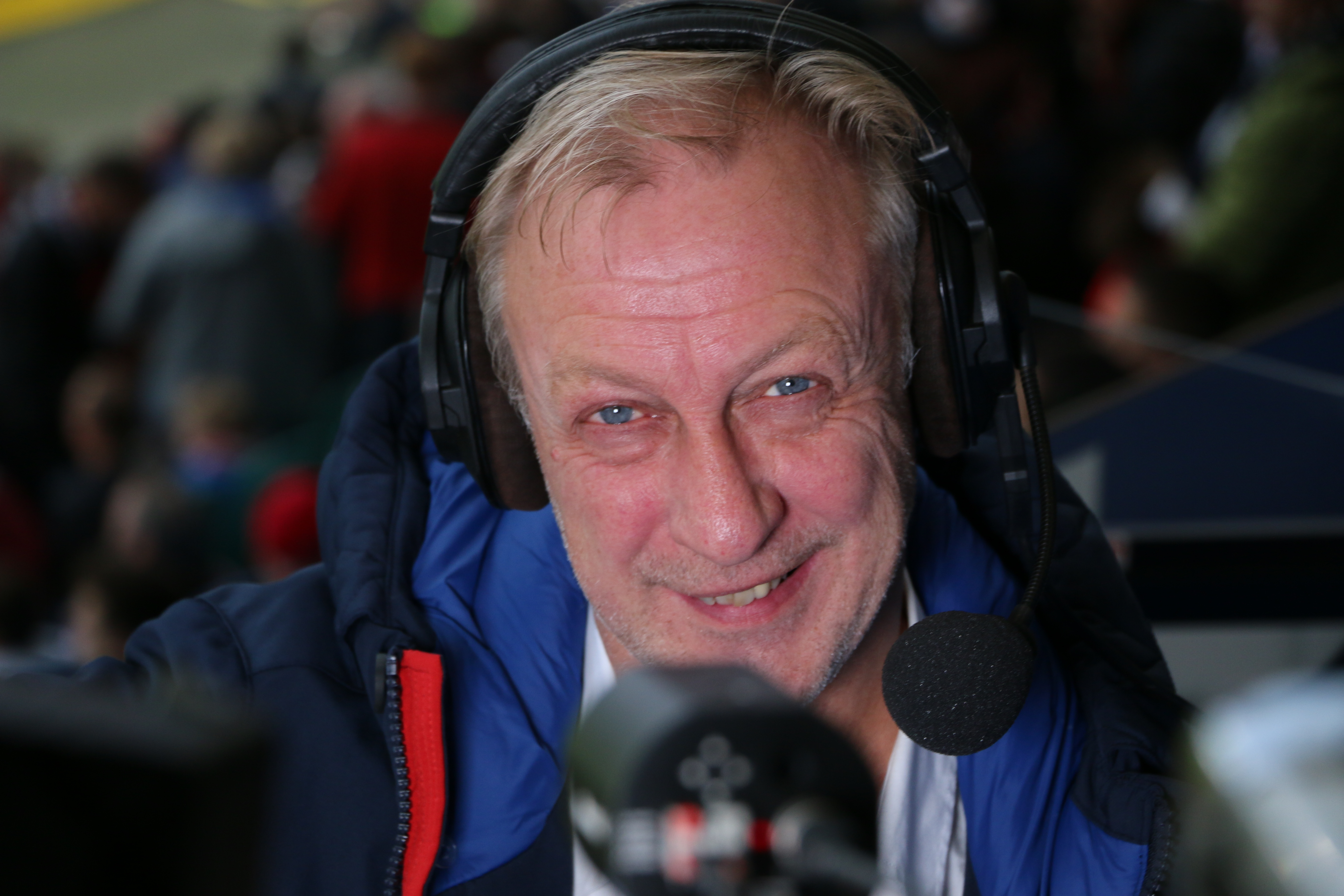
Holger Pfandt (* 1963)

- Pfändtner, Karl-Georg (* 1965), deutscher Kunsthistoriker und Bibliothekar, Leiter der Staats- und Stadtbibliothek Augsburg
- Pfandzelt, Lucas Conrad (1716–1786), deutscher Maler, Kopist, Restaurator, Sammler und Händler
- Pfanger, Regina (* 1957), deutsche Lehrerin und Autorin
- Pfanhauser, Wilhelm junior (1876–1960), österreichischer Galvanotechniker und Unternehmer
- Pfanhauser, Wilhelm senior (1843–1923), österreichischer Galvanotechniker und Unternehmer
- Pfankuch, Justus (* 1988), deutscher Schauspieler
- Pfankuch, Karl (1883–1952), deutscher Verleger, Buchhändler und Antiquar
- Pfankuch, Peter (1925–1977), deutscher Architekt
- Pfann, Carl (1874–1928), österreichischer Schauspieler, Gesangskomiker, Opernsänger (Tenor) und Theaterintendant
- Pfann, Christian (1824–1885), deutscher Lithograph und Fotograf
- Pfann, Hans (1873–1958), deutscher Bergsteiger
- Pfann, Hans (1890–1973), österreichischer Architekt
- Pfann, Hans (1920–2021), deutscher Turner
- Pfann, Lydia (1931–2019), deutsche Turnerin
- Pfann, Matthias Georg (1719–1762), deutscher Mediziner
- Pfann, Paul (1860–1919), deutscher Architekt und Hochschullehrer
- Pfann, Rudy, österreichischer Musiker
- Pfann, William Gardner (1917–1982), US-amerikanischer Materialwissenschaftler
- Pfannberger, Christian (* 1979), österreichischer Radrennfahrer
- Pfanne, Franz (* 1994), deutscher FußballspielerFranz Pfanne (* 1994)

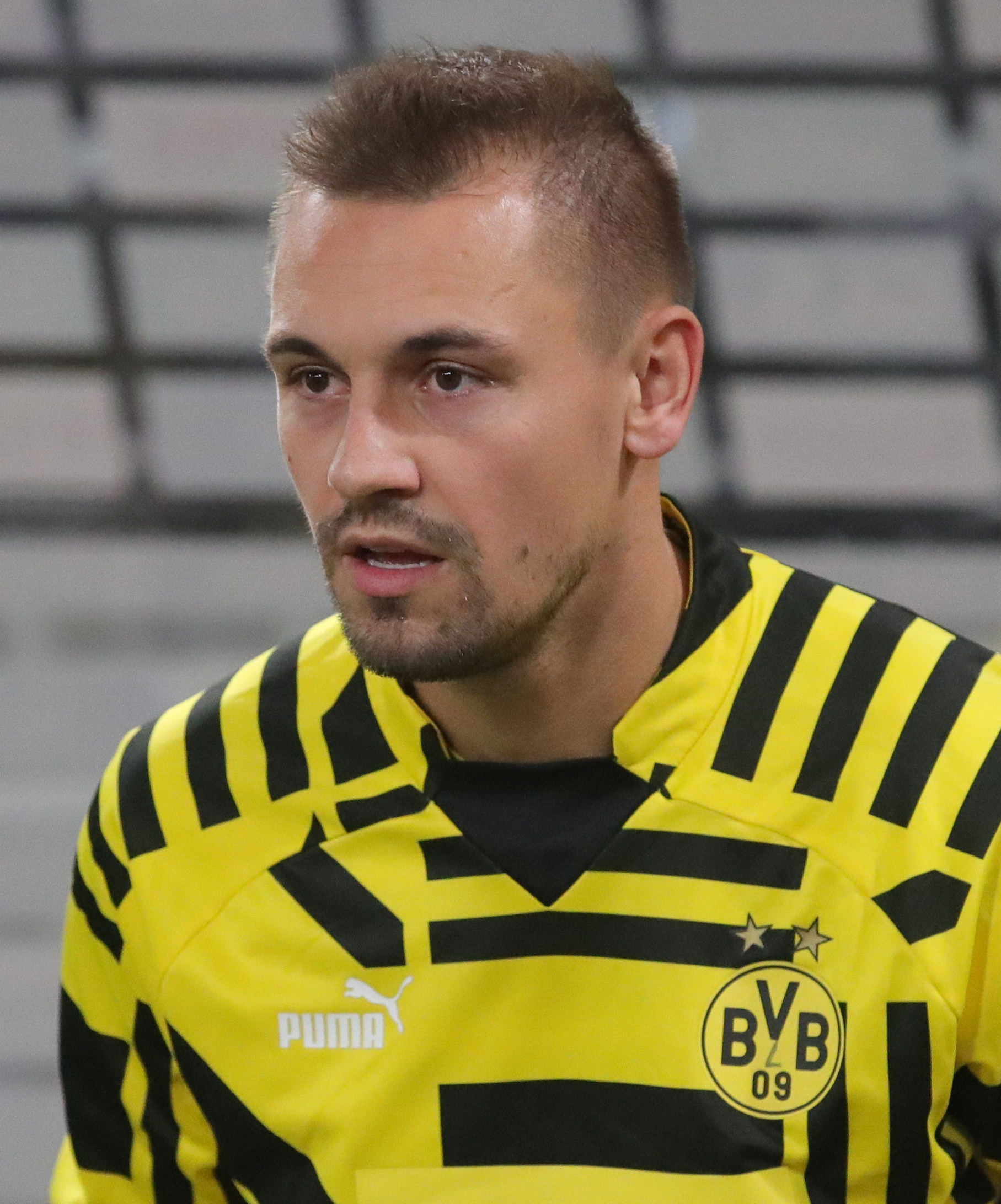
Franz Pfanne (* 1994)

- Pfanne, Heinrich (1923–1990), deutscher Psychologe und Sachverständiger für Handschriften
- Pfannebecker, Johann (1808–1882), deutscher Jurist und Politiker, MdR
- Pfannek am Brunnen, Hildemar David (* 1954), deutscher Schriftsteller, Illustrator und Legendensammler
- Pfannemüller, Beate (1920–2008), deutsche Chemikerin und Universitätsdozentin
- Pfannemüller, Ludwig (1915–2008), deutscher Arzt und Spezialist für Innere Krankheiten und Tropenmedizin
- Pfannenberg, Arthur von, preußischer Landrat
- Pfannenberg, Friedrich von (1787–1841), deutscher Verwaltungsjurist und preußischer Landrat
- Pfannenberg, Johann Gottfried (1758–1816), deutscher Theologe und pädagogischer Schriftsteller
- Pfannenmüller, Leon (* 1986), deutscher Schauspieler
- Pfannenmüller, Matthias (* 1920), deutscher Radrennfahrer
- Pfannenschmid, Martha (1900–1999), Schweizer Illustratorin
- Pfannenschmidt, Adrian Andreas (1724–1790), deutscher Unternehmer
- Pfannenschmidt, Christian (* 1953), deutscher Drehbuchautor und Schriftsteller
- Pfannenschmidt, Helmut (1921–1999), deutscher Pädagoge und Heimatforscher
- Pfannenschmidt, Julie (1806–1868), deutsche Schriftstellerin
- Pfannenschmidt, Niels (* 1974), deutscher Handballspieler und -trainer
- Pfannenschwarz, Armin (* 1965), deutscher Gründer und Professor
- Pfannenstein, Georg (* 1943), deutscher Politiker (SPD), MdB
- Pfannenstiel, Franz (1902–1945), österreichischer Funktionär der Arbeiterbewegung, Widerstandskämpfer
- Pfannenstiel, Johannes (1862–1909), deutscher Gynäkologe
- Pfannenstiel, Lutz (* 1973), deutscher FußballtorhüterLutz Pfannenstiel (* 1973)

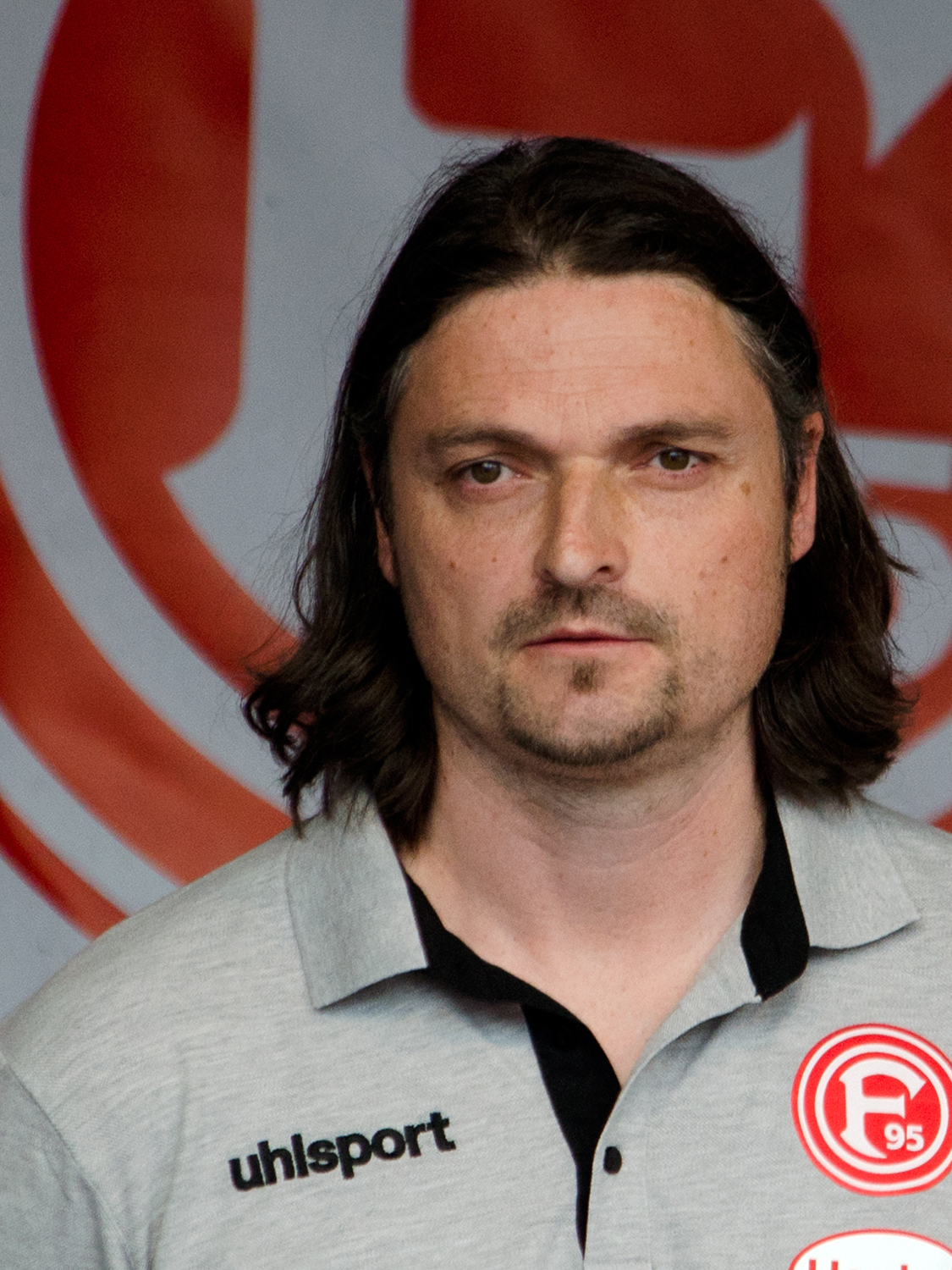
Lutz Pfannenstiel (* 1973)

- Pfannenstiel, Max (1902–1976), deutscher Geologe, Paläontologe und Bibliothekar
- Pfannenstiel, Peter (1934–2013), deutscher Internist und Nuklearmediziner
- Pfannenstiel, Wilhelm (1890–1982), deutscher Hygieniker und SS-Standartenführer
- Pfannenstill, Elias (* 1990), österreichischer Skispringer
- Pfanner, Franz (1825–1909), Begründer der Mariannhiller Missionare
- Pfanner, Helmut (1928–1972), österreichischer Architekt
- Pfanner, Michael (* 1955), deutscher Klassischer Archäologe und Restaurator
- Pfanner, Nikolaus (* 1956), deutscher Mediziner mit Schwerpunkten in der Biochemiker und Zellbiologe
- Pfanner, Thomas (* 1960), deutscher Schriftsteller
- Pfanner, Tobias (1641–1716), deutscher Jurist und Historiker
- Pfannes, Fini (1894–1967), deutsche Unternehmerin und Hausfrau
- Pfannhauser, Karl (1911–1984), österreichischer Musikwissenschaftler
- Pfannhauser, Robert (* 1982), österreichischer Moderator
- Pfannholz, Maria J. (* 1955), deutsche Autorin von Science-Fiction und Kriminalromanen
- Pfannkuch, August (* 1861), deutscher Lebensmittelkaufmann und Unternehmer
- Pfannkuch, Emil (1874–1940), deutscher Politiker (USPD/SPD)
- Pfannkuch, Erika (1938–2018), erste Vorsitzende der Deutschen Gesellschaft für Hauswirtschaft (1985–1993)
- Pfannkuch, Friedlieb, deutscher Pathologe und Hochschullehrer
- Pfannkuch, Georg (1546–1619), deutscher Richter und Bürgermeister von Hattingen
- Pfannkuch, Hans Olaf († 2020), deutsch-amerikanischer Hydrogeologe
- Pfannkuch, Heinrich (* 1910), deutscher Ingenieur und Hochschullehrer
- Pfannkuch, Karl (1898–1965), deutscher Journalist und Chefredakteur
- Pfannkuch, Katharina (* 1982), deutsche Journalistin und Islamwissenschaftlerin
- Pfannkuch, Maxine (* 1947), neuseeländische Statistikpädagogin
- Pfannkuch, Nikolaus (* 1989), deutscher Opernsänger (Tenor)
- Pfannkuch, Thomas (* 1970), deutscher Fußballspieler
- Pfannkuch, Wilhelm (1841–1923), deutscher Politiker (SPD) und Gewerkschafter, MdR
- Pfannkuch, Wilhelm (1926–1988), deutscher Musikwissenschaftler und Hochschullehrer
- Pfannkuche, August (1870–1929), deutscher lutherischer Pastor und Theologe
- Pfannkuche, Christoph Gottlieb (1785–1868), deutscher Verwaltungsjurist, Historiker und Bürgermeister
- Pfannkuche, Daniela (* 1959), deutsche Physikerin
- Pfannkuche, Heinrich Friedrich (1766–1833), deutscher evangelischer Theologe und klassischer Philologe
- Pfannkuche, Karl August (1794–1869), deutscher Offizier und zuletzt Generalleutnant und Präsident des hannoverschen Generalkriegsgerichts
- Pfannkuche, Karl August (1909–1981), deutscher Oberst
- Pfannkuche, Michael (* 1956), deutscher Weltmeister im Lösen von Schachkompositionen
- Pfannkuche, Walter (* 1956), deutscher Philosoph und Hochschullehrer für Philosophie
- Pfannl, Franz (1867–1961), österreichischer Uhrmachermeister und Fabrikant
- Pfannmöller, Erik (* 1985), deutscher Slalom-Kanute
- Pfannmöller, Stefan (* 1980), deutscher Kanute
- Pfannmüller, Friedrich (1490–1562), oberpfälzischer Orgelbauer
- Pfannmüller, Gustav (1820–1893), Architekt und Hochschullehrer
- Pfannmüller, Gustav (1873–1953), deutscher Theologe und Bibliothekar
- Pfannmüller, Hans (1916–1989), deutscher KarikaturistHans Pfannmüller (1916–1989)

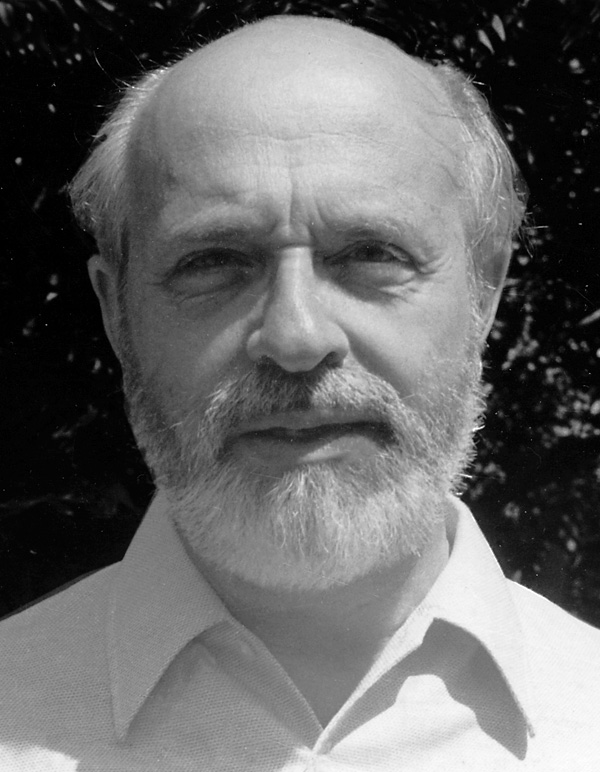
Hans Pfannmüller (1916–1989)

- Pfannmüller, Helmut (1902–1977), deutscher Bauingenieur, Rektor der TH Hannover (1943–1945)
- Pfannmüller, Hermann (1886–1961), deutscher Mediziner und Aktion T4-Gutachter
- Pfannmüller, Patric (* 1977), deutscher Inlinehockey-Nationalspieler
- Pfannschmidt, Carl Gottfried (1819–1887), deutscher Maler
- Pfannschmidt, Ernst Christian (1868–1949), deutscher Maler und Illustrator
- Pfannschmidt, Ewald (1902–1984), deutscher Journalist und Schriftsteller
- Pfannschmidt, Friedrich (1864–1914), deutscher Bildhauer
- Pfannschmidt, Joachim (1896–1945), deutscher evangelisch-lutherischer Geistlicher und Mitglied der Bekennenden Kirche
- Pfannschmidt, Joachim (* 1960), deutscher Chirurg
- Pfannschmidt, Martin Eckart (1861–1947), deutscher evangelischer Pfarrer in Buch und Karow
- Pfannschmidt, Renata (1862–1939), deutsche Schriftstellerin
- Pfannstiehl, Bernhard (1861–1940), deutscher Organist und Kirchenmusikdirektor
- Pfannstiel, Friedrich Siegmund (1847–1922), Mitglied des Provinziallandtages der Provinz Hessen-Nassau
- Pfannstiel, Jost Karl (1816–1896), Landtagsabgeordneter Großherzogtum Hessen
- Pfannstiel, Margot (1926–1993), deutsche Journalistin und Autorin
- Pfannstiel, Siegmund (1819–1890), deutscher Politiker
- Pfanz, Alena (* 2001), deutsche Schauspielerin
- Pfanz, Hardy (* 1956), deutscher Botaniker und Hochschullehrer
- Pfanz, Hermann (1873–1938), deutscher Bühnen- und Filmschauspieler
- Pfanzagl, Johann (1928–2019), österreichischer Mathematiker
- Pfanzelt, Martin (1825–1912), königlich Geistlicher Rat und Pfarrer von Perlach, Unterbiberg, Ramersdorf und Fasangarten
- Pfanzelt, Martin (* 1931), deutscher Fußballspieler
- Pfanzelter, Eva (* 1969), italienische Zeithistorikerin (Südtirol)
- Pfanzelter, Gerhard (* 1943), österreichischer Diplomat
- Pfanzelter, Heilwig (* 1953), österreichische Fernsehmoderatorin

### Pfar
- Pfarr, Adolf (1851–1912), deutscher Maschinenbauingenieur
- Pfarr, Bernd (1958–2004), deutscher Maler und Comiczeichner
- Pfarr, Hans (1936–2024), deutscher Jurist und Kommunalpolitiker
- Pfarr, Heide (* 1944), deutsche Juristin und Politikerin (SPD), Ministerin
- Pfarr, Karlheinz (1927–2010), deutscher Bauingenieur und Ökonom; Hochschullehrer
- Pfarr, Paul (1938–2020), deutscher Bildhauer, Konzeptkünstler, Maler, Zeichner und Fotograf
- Pfarr, Robert (1920–2006), US-amerikanischer Radrennfahrer
- Pfarre, Karl (1817–1879), deutscher Essigfabrikant und Politiker, MdL
- Pfarrer, Anton (1867–1951), österreichischer Politiker (CSP), Landtagsabgeordneter
- Pfarrer, Chuck (* 1957), US-amerikanischer Schriftsteller, Drehbuchautor und Navy SealChuck Pfarrer (* 1957)

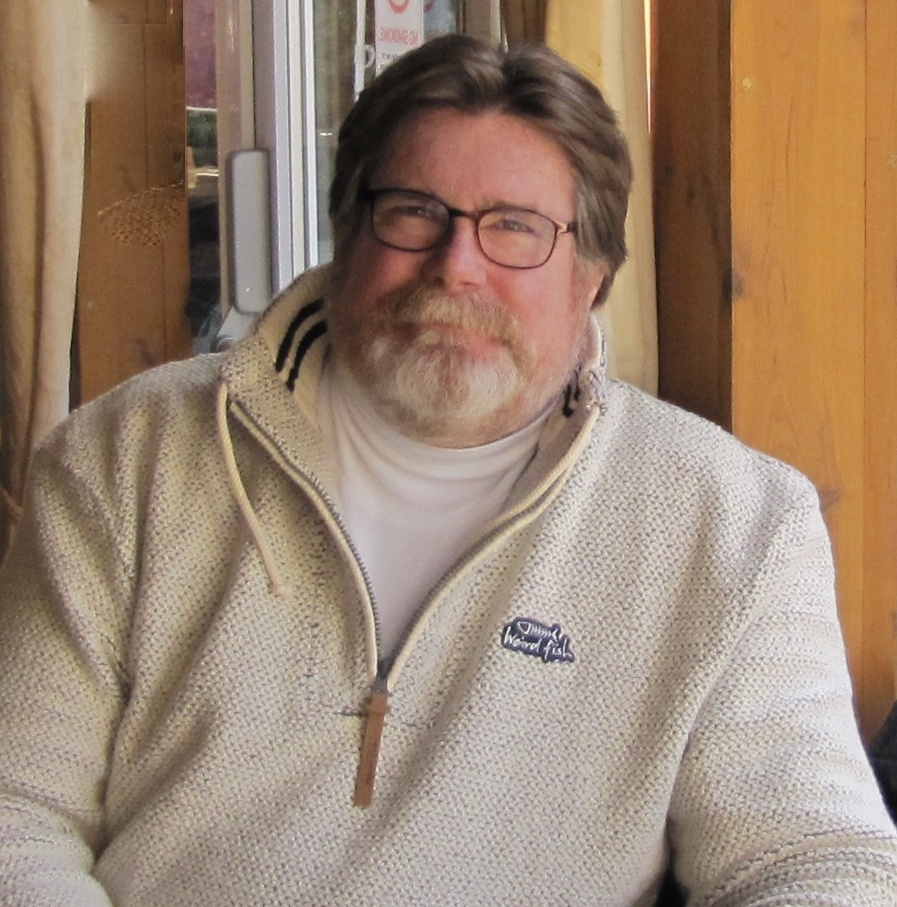
Chuck Pfarrer (* 1957)

- Pfarrhofer, Eva (1928–2017), österreichische Wasserspringerin
- Pfarrius, Gustav (1800–1884), deutscher Dichter, Lehrer und Professor
- Pfärtl, Rupert (1704–1737), bayerischer Benediktinerpater und Chorleiter

### Pfat
- Pfatschbacher, Margit (* 1960), österreichische Politikerin (SPÖ), Abgeordnete zum Salzburger Landtag
- Pfattheicher, Sascha (* 1997), deutscher Handballspieler
- Pfättisch, Jakobus (1883–1960), deutscher Ordensgeistlicher, Abt von Plankstetten
- Pfättisch, Joannes Maria (1877–1922), deutscher Lehrer, Gelehrter und Schriftsteller

### Pfau
- Pfau, Bernhard (1902–1989), deutscher Architekt und Fachautor
- Pfau, Christoph (* 1984), österreichischer Golfspieler
- Pfau, Clemens (1862–1946), deutscher Heimatforscher
- Pfau, Conrad (1885–1954), deutscher Maler und Grafiker
- Pfau, Iso (1616–1679), Bibliothekar des Klosters St. Gallen (1661–1679)
- Pfau, Jakob (1783–1849), Schweizer Politiker
- Pfau, Janina (* 1983), deutsche Politikerin (Die Linke, BSW), MdL
- Pfau, Johanna (* 1971), deutsche Bühnen- und Kostümbildnerin
- Pfau, Karl Friedrich (1857–1939), deutscher Verlagsbuchhändler und Schriftsteller
- Pfau, Louis (* 1994), Schweizer Unihockeyspieler
- Pfau, Ludwig (1821–1894), deutscher Schriftsteller, Journalist und RevolutionärLudwig Pfau (1821–1894)

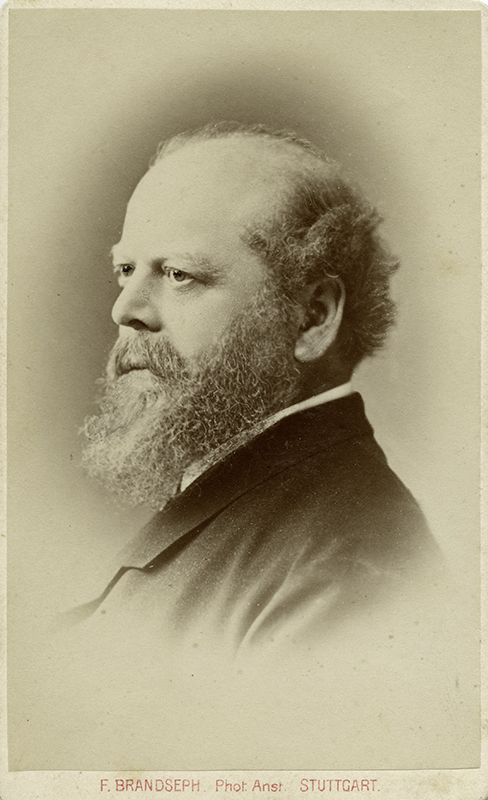
Ludwig Pfau (1821–1894)

- Pfau, Ludwig I. († 1597), Schweizer Ofenbauer
- Pfau, Oswald (1915–1969), deutscher Fußballtrainer
- Pfau, Ruth (1929–2017), deutsche Ordensschwester und Ärztin
- Pfau, Stefan (* 1972), Schauspieler, Radiomoderator, Synchronsprecher und Drehbuchautor
- Pfau, Theodor Philipp von (1727–1794), preußischer Generalmajor, Chef des Infanterieregiments Nr. 33, Gouverneur von Glatz
- Pfau, Tilman (* 1965), deutscher Physiker
- Pfau, Tim (* 1951), deutscher Jazz- und Fusionmusiker (Gitarre, Komposition)
- Pfau, Ulli (* 1951), deutscher Filmproduzent für Dokumentarfilme
- Pfau, Wolfgang (* 1959), deutscher Unternehmer und Ökonom
- Pfau-Effinger, Birgit (* 1953), deutsche Soziologin
- Pfau-Weller, Natalie (* 1987), deutsche Politikerin (CDU), MdL
- Pfaudler, Caspar (1861–1889), deutscher Braumeister und Mitbegründer der Pfaudler Werke
- Pfaudler, Franz (1893–1956), österreichischer Schauspieler
- Pfaue, Justus (1942–2014), deutscher Schriftsteller und Drehbuchautor
- Pfaundler von Hadermur, Leopold (1839–1920), österreichischer Physiker
- Pfaundler, Meinhard von (1872–1947), österreichisch-deutscher Kinderarzt
- Pfaundler, Wolfgang (1924–2015), österreichischer Volkskundler, Autor und Fotograf
- Pfaus, Appolonia, Sinteza in Bochum und Opfer des Nationalsozialismus
- Pfaus, Manfred (* 1939), deutscher Lehrer, Politiker (CDU) und Erfinder
- Pfaus, Marion (* 1966), deutsche Autorin
- Pfaus, Roland (* 1968), deutscher Schauspieler
- Pfaus-Schilffarth, Dinah (1973–2019), deutsche Schauspielerin und Musicaldarstellerin
- Pfauser, Johann Sebastian (1520–1569), evangelischer Theologe
- Pfausler, Peter Paul (1871–1924), österreichischer Psychiater und Landwirtschaftsfachmann
- Pfauter, Karl (1905–1993), deutscher Diplomat
- Pfauter, Robert Hermann (1854–1914), deutscher Konstrukteur und Unternehmer im Maschinenbau
- Pfautz, Christoph (1645–1711), deutscher Mathematiker, Astronom, Geograph und Bibliothekar
- Pfautz, Johann (1622–1674), deutscher Mediziner